# Formigal
Formigal lub Aramón Formigal (arag. O Fornigal) – miejscowość w Hiszpanii, w Aragonii, w prowincji Huesca, w comarce Alto Gállego, w gminie Sallent de Gállego, 105 km od miasta Huesca.
Według danych INE z 1991 roku miejscowość zamieszkiwało 69 osób, a z 1999 roku – 134 osoby. Wysokość bezwzględna miejscowości jest równa 2 250 metrów.

## Galeria

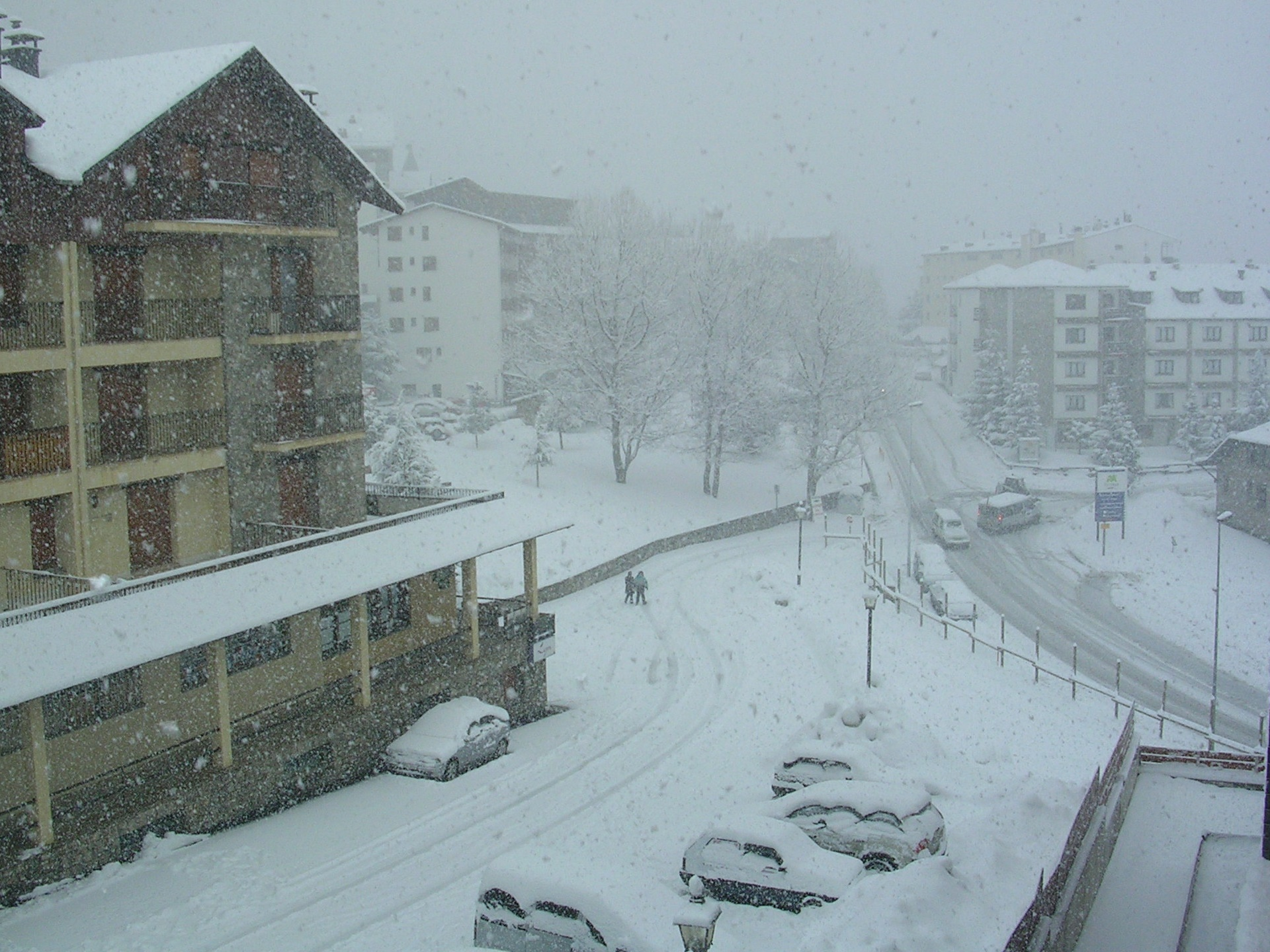
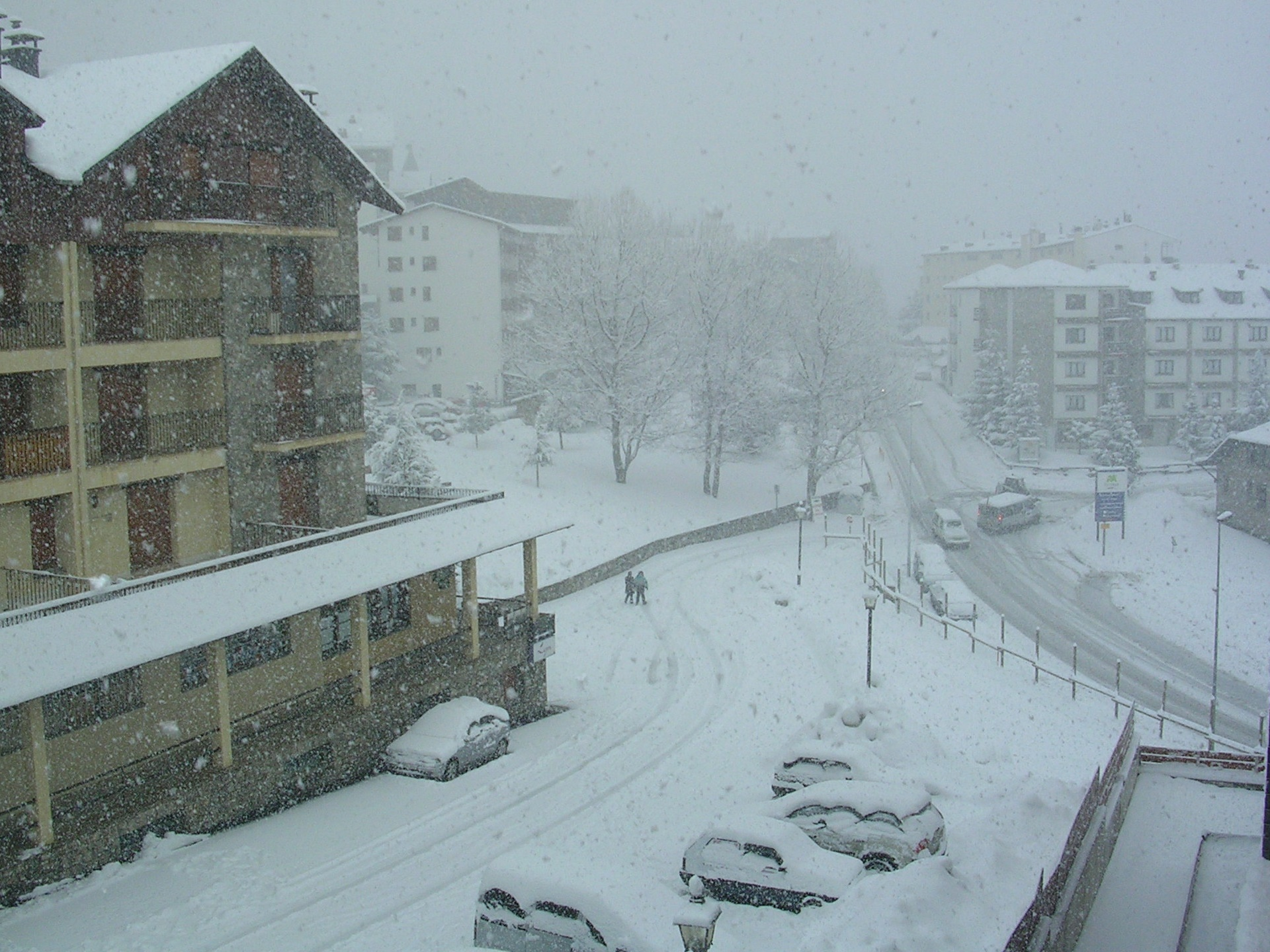